# 名古屋工業高等学校
名古屋工業高等学校（なごやこうぎょうこうとうがっこう）は、愛知県名古屋市昭和区円上町に所在する私立男子工業高等学校。
1929年（昭和4年） に全国私立工業学校の中で5番目（または6番目）に甲種工業学校認可を受けた高校である。本校と分校（永和台研修センター）がある。創立80周年記念事業として8階建ての免震構造校舎を建設した。

## 特色
制服は金ボタン5個の紺詰襟学生服。
鞄やスリッパは学校指定のもの。

## 教育方針
「工業立国日本」の担い手として、平和国家の建設と、社会の発展に貢献できる中堅技術者の育成を目指し、心身の健全・着実な修学・礼節を尚ぶを建学の精神として、心・技・体の調和のとれた技術者の育成に努める。

## 部活動
- 野球
- 柔道
- サッカー
- レスリング
- ボクシング
- ラグビー
- 卓球
- ハンドボール
- ロボットなど

## 沿革
- 1920年 - 名古屋工科学院創立。
- 1921年 - 名古屋工科学校に改称。
- 1929年 - 甲種工業学校認可（全国私立工業学校5番目）。
- 1929年 - 名古屋工業学校に改称。
- 1948年 - 学制改革により名古屋工業高等学校に改称。
- 1963年 - 工業化学科設置。
- 1984年 - 電気科設置。
- 1993年 - 情報技術科設置。
- 2020年 - 創立100周年。

## 校舎
校舎は本校と分校とがある。分校は永和台研修センターとも呼ばれる。

### 本校
所在地は愛知県名古屋市昭和区円上町22-38。
8階建ての免震構造の校舎がある。主に授業や部活が行われる。正門前には創立者の銅像がある。

### 分校（永和台研修センター）
所在地は愛知県愛西市大井町姥弥八。
広大なグラウンドと体育館を有し、主に体育系科目の授業や部活や大会等に使用される。
2008年（平成20年）12月、別館のプレハブ校舎跡に平屋鉄筋コンクリート冷暖房完備3教室完成。

## 交通アクセス

### 本校
- 名古屋市営バス「高辻」停留所下車、徒歩で約3分。
- 名古屋市営地下鉄桜通線 桜山駅下車、徒歩で約10分。
- JR東海道本線・中央本線 金山駅下車、徒歩で約25分。
- 名鉄名古屋本線 金山駅下車、徒歩で約25分。
- 名古屋市営地下鉄名城線・名港線 金山駅下車、徒歩で約25分。
- JR中央本線 鶴舞駅下車、徒歩で約15分。
- 名古屋市営地下鉄鶴舞線 鶴舞駅下車、徒歩で約15分。

### 分校
- JR関西本線 永和駅下車、徒歩で約10分。
- 近鉄名古屋線 富吉駅下車、徒歩で約15分。

## 教職員
- 体育教諭 - ボクシング部顧問：深町亮介（元読売ジャイアンツ投手）

## 著名な卒業生
- 阿部裕幸 - 総合格闘家
- 野田創 - ラグビー選手
- 水野拓哉 - プロボクサー
- 村上勝也 - プロボクサー

## 補足
この学校のパンフレットや紹介ページ等では、震度8以上の地震にも耐えられる免震構造とされているが、気象庁震度階級に震度8は存在しないため、メルカリ震度階級の可能性もある。その場合気象庁震度階級で耐えられる震度は6強程度である。しかし、校内関係者では、「気象庁規定の震度7にも十分耐えられる」という意味で震度8という語を用いたと考えられている。事実、建築関係の資料を見ると、「阪神・淡路大震災クラスの大地震にも十分耐えられる」とある。